# Argentine (Lasne)
Pour les articles homonymes, voir Argentine (homonymie).
L'Argentine (néerlandais: Zilverbeek, aussi appelée rivière d’Argent en français) est une rivière de Belgique coulant en province du Brabant wallon, affluent de la Lasne et sous-affluent de l'Escaut par la Rupel et la Dyle.

## Géographie
Il prend sa source à Waterloo à la sortie de la station d'épuration et traverse des domaines privés dont le domaine d'Argenteuil, il traverse les communes de La Hulpe en passant par le Domaine Solvay, Overijse et Rixensart (où il passe à côté du lac de Genval). Il rejoint ensuite la Lasne.
Ce ruisseau fait partie du sous-bassin de la Dyle dans le bassin versant de l'Escaut.
Le Contrat de Rivière Argentine  améliore la qualité de l'eau dans le bassin de l'Argentine depuis 1992.
Lire descriptif complet ici: Identité de la rivière Argentine